# Matilde di Hackeborn
Matilde di Hackeborn, nota anche come Matilde di Helfta (in tedesco Mechthild von Hackeborn o Mechthild von Helfta) (Helfta, 1240/1241 – Helfta, 19 novembre 1298), fu monaca nell'abbazia di Helfta e la sua esperienza mistica venne raccolta nel Liber Gratiae specialis. È venerata come santa dalla Chiesa cattolica ed evangelica che ne celebrano la memoria il 19 novembre. È nota per essere stata protagonista di ripetuti dialoghi con la Vergine Maria, che le rivelò la pia pratica devozionale delle Tre Ave Maria e dei doni ad essa associati.

## Biografia
Matilde nacque tra il 1240 e il 1241 nel castello di Helfta, presso Eisleben, in Sassonia. Apparteneva a una delle famiglie più nobili e potenti della Turingia. 
A sette anni si recò, insieme alla madre, a far visita alla sorella Gertrude, allora badessa del monastero benedettino di Rodersdorf in Svizzera. Rimase così innamorata del chiostro che i genitori acconsentirono alla sua richiesta di rimanervi come educanda. La sua vocazione crebbe e la giovane decise di divenire suora.
Nel 1258 il monastero fu trasferito ad Helfta in Germania. Qui Matilde si distinse per pietà, umiltà, fervore. Passava il suo tempo tra preghiera, lettura e lavoro manuale. Fu maestra delle educande e consigliera spirituale delle monache, oltre che maestra di musica e di canto (ebbe il titolo di domna cantrix e, per la sua splendida voce, il Signore, nelle sue rivelazioni, l'avrebbe definita «Il mio usignolo»).
Nel 1261 giunse ad Helfta una bambina di cinque anni di nome Gertrude, probabilmente orfana. La giovane, affidata alle cure di Matilde, si rivelò presto di personalità carismatica e di profonda intelligenza e resterà nella storia con il nome di santa Gertrude la Grande o di Helfta. A lei Matilde confessò le proprie visioni mistiche. Da queste confidenze nascerà uno dei libri più noti della mistica medievale: il Libro della Grazia speciale.
Nel 1271, anche l'anziana beghina Matilde di Magdeburgo venne accolta nella comunità di Helfta, ove trascorse in serenità gli anni finali della sua vita, lontano da calunnie e persecuzioni. Negli ultimi decenni del XIII secolo, si respirava un clima particolare nel monastero di Helfta, proprio per la presenza di monache eccezionali, autrici di opere mistiche di altissimo profilo: oltre a Matilde di Hackeborn, Gertrude di Helfta - a cui sono attribuite due opere: Legatus divinae pietatis ("Il messaggero della divina misericordia") e Exercitia Spiritualia Septem ("Esercizi spirituali") - e infine Matilde di Magdeburgo, autrice di Das fließende Licht der Gottheit ("La luce fluente della Divinità"). La loro opera letteraria è frutto di uno sforzo comunitario e collaborativo, tanto che si è parlato persino di "Stile di Helfta" per indicarla. Questi testi costituiscono il più ampio corpo unitario di scritti mistici di autrici femminili del XIII secolo. Le loro autrici mostrano di nutrirsi dello stesso clima spirituale: richiamo alla Sacra Scrittura, alla tradizione patristica, agli autori cistercensi; centralità dell'Eucaristia; sviluppo della mistica nuziale e devozione verso il cuore di Gesù.
Verso la fine della sua vita, ella chiese alla Madonna un aiuto, di aiutarla nell'istante della sua morte, quando l'anima abbandona il corpo. La Madonna esaudí la sua supplica, chiedendole in cambio la recita quotidiana delle "Tre Ave Maria", in modo da onorare la Trinità.
Matilde morì ad Helfta il 19 novembre 1298.

## Fortuna e culto
La sua opera si diffuse rapidamente: Boccaccio ci informa che fin dal 1300, a Firenze, il suo libro era noto come Lode di Dama Matilde; e Dante Alighieri, incontrando nel suo Purgatorio «una donna soletta che si gìa / e cantando e scegliendo fior da fiore / ond'era pinta tutta la sua via», forse pensava proprio a lei, cantrice dell'amore divino, che aveva sparso lungo la sua via incomparabili fiori di poesia e di grazia.